# Зарубинска култура
Зарубинска култура је археолошка култура ере Раног гвозденог доба (III / II век п. н. е. — II век п. н. е.) која се налази на територији горњег и средњег тока реке Дњепар, затим области око реке Припјат а обухвата територије западне и централне Украјине, јужне и источне Белорусије и западне границе Русије.
Прва налазишта ове културе откривена су 1899. године у месту Зарубинци (Черкашка област). Касније, 1930. године сви откривени споменици ове групе свртавани су у посебну археолошку културу која је добила име по месту првог откривеног и истраженог налазишта.
Што се тиче етничке припадности Зарубинских племена, не постоји општи консензус. Они се везују за Словене, Германе, Балтичке народе. Ипак, подаци из лингвистике, као и типолошке сличности Зарубинсих споменика културе из Кијева у III веку п. н. е. и културе раних средњовековних словенски племена V-7. века – пенсковске и колочинске – дају убедљиве аргументе у корист словенских племена.